# Toyota Comfort

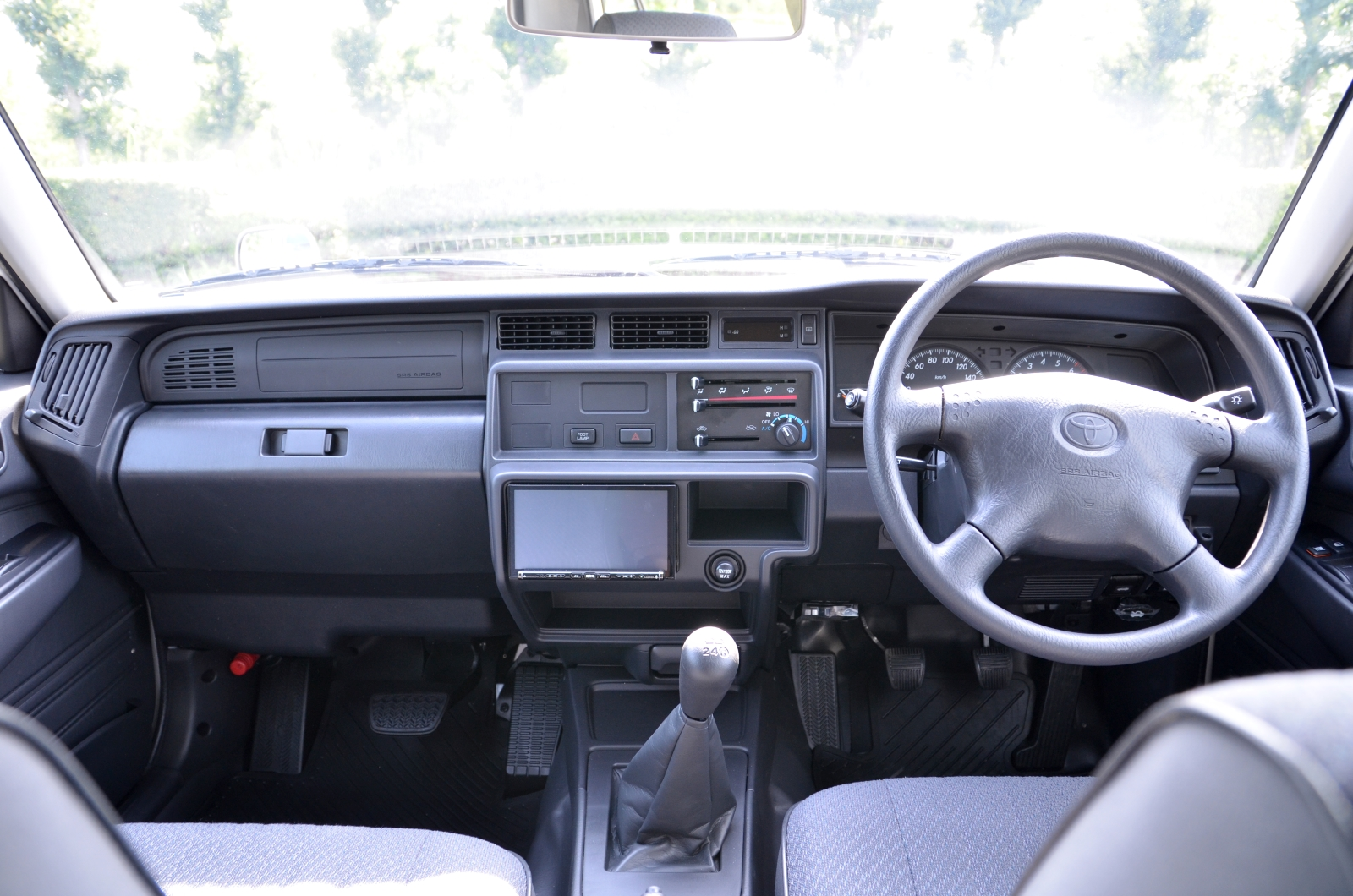
Интерьер учебного автомобиля с дополнительными педалями

Toyota Comfort (яп. トヨタ・コンフォート; хепбёрн Toyota Konfōto) и Toyota Crown Comfort — среднеразмерные автомобили производства компании Toyota, выпускавшиеся с декабря 1995 по январь 2018 года. Они разделяли платформу с Toyota Mark II и были ориентированы на эксплуатацию под видом такси. В 2001 году начался выпуск модели Crown Sedan, которая продавалась только в Японии.

## Описание
Toyota Comfort и Toyota Crown Comfort впервые были представлены 19 декабря 1995 года в качестве замены Toyota Mark II и Toyota Crown. На протяжении многих лет автомобиль выпускался в пятиместной комплектации. Трансмиссия управлялась с помощью напольного рычага или же подрулевых переключателей. Задняя дверь открывалась водителем дистанционно с помощью механических рычагов или же пневматической системы. В октябре 2008 года автомобиль получил премию Good Design Award.
Всего с 2011 года было продано 364000 модели Comfort. В Японии, Гонконге и Сингапуре модель считалась популярной. Базовая модель Comfort обычно эксплуатировалась под видом учебного транспортного средства, а модель Crown Comfort экспортировалась в Макао и Индонезию. В 2014 году в Сингапуре автомобили были выведены из эксплуатации в связи с введением стандарта Евро-4.
В январе 2018 года автомобиль был снят с производства.

## Технические характеристики
| Модель             | Двигатель                               | Расположение цилиндров | Топливо    | Мощность            | Крутящий момент |
| ------------------ | --------------------------------------- | ---------------------- | ---------- | ------------------- | --------------- |
| YXS10 (1995—2008)  | 2,0 л (1998 см3) OHV 3Y-PE              | I4                     | КПГ        | 58 кВт (78 л. с.)   | 160 Н⋅м         |
| YXS10H (2002—2008) | 2,0 л (1998 см3) OHV 3Y-PE              | I4                     | КПГ        | 58 кВт (78 л. с.)   | 160 Н⋅м         |
| YXS11 (1995—2008)  | 2,0 л (1998 см3) OHV 3Y-PE              | I4                     | КПГ        | 58 кВт (78 л. с.)   | 160 Н⋅м         |
| YXS11Y (1995—2008) | 2,0 л (1998 см3) OHV 3Y-PE              | I4                     | КПГ        | 58 кВт (78 л. с.)   | 160 Н⋅м         |
| LXS10 (1995—1999)  | 2,4 л (2446 см3) SOHC 2L-II             | I4                     | Дизельное  | 63 кВт (84 л. с.)   | 165 Н⋅м         |
| LXS11 (1995—1999)  | 2,4 л (2446 см3) SOHC turbo 2L-TE (II)  | I4                     | Дизельное  | 71 кВт (96 л. с.)   | 221 Н⋅м         |
| LXS11Y (1996—1999) | 2,4 л (2446 см3) SOHC turbo 2L-TE (II)  | I4                     | Дизельное  | 71 кВт (96 л. с.)   | 221 Н⋅м         |
| LXS12 (1998—2006)  | 3,0 л (2985 см3) SOHC 5L                | I4                     | Дизельное  | 67 кВт (90 л. с.)   | 191 Н⋅м         |
| SXS11Y (1996—2001) | 1,8 л (1838 см3) DOHC 4S-FE             | I4                     | Бензиновое | 92 кВт (123 л. с.)  | 162 Н⋅м         |
| SXS13Y (2001—2007) | 2,0 л (1998 см3) DOHC 3S-FE             | I4                     | Бензиновое | 94 кВт (126 л. с.)  | 179 Н⋅м         |
| GXS10 (1995—2002)  | 2,0 л (1998 см3) DOHC 1G-GPE            | I6                     | КПГ        | 81 кВт (108 л. с.)  | 152 Н⋅м         |
| GXS12 (2001—2007)  | 2,0 л (1998 см3) DOHC VVT-i 1G-FE       | I6                     | Бензиновое | 118 кВт (158 л. с.) | 200 Н⋅м         |
| GBS12 (2002—2008)  | 2,0 л (1998 см3) DOHC mild hybrid 1G-FE | I6                     | Бензиновое | 105 кВт (141 л. с.) | 196 Н⋅м         |
| TSS10 (2008—2018)  | 2,0 л (1998 см3) DOHC VVT-i 1TR-FPE     | I4                     | КПГ        | 83 кВт (111 л. с.)  | 186 Н⋅м         |
| TSS10H (2008—2018) | 2,0 л (1998 см3) DOHC VVT-i 1TR-FPE     | I4                     | КПГ        | 83 кВт (111 л. с.)  | 186 Н⋅м         |
| TSS11 (2008—2018)  | 2,0 л (1998 см3) DOHC VVT-i 1TR-FPE     | I4                     | КПГ        | 83 кВт (111 л. с.)  | 186 Н⋅м         |
| TSS11Y (2008—2018) | 2,0 л (1998 см3) DOHC VVT-i 1TR-FPE     | I4                     | КПГ        | 83 кВт (111 л. с.)  | 186 Н⋅м         |
| TSS13Y (2007—2015) | 2,0 л (1998 см3) DOHC VVT-i 1TR-FE      | I4                     | Бензиновое | 100 кВт (134 л. с.) | 182 Н⋅м         |
| TSS13Y (2015—2018) | 2,0 л (1998 см3) DOHC Dual VVT-i 1TR-FE | I4                     | Бензиновое | 102 кВт (137 л. с.) | 183 Н⋅м         |

## Галерея

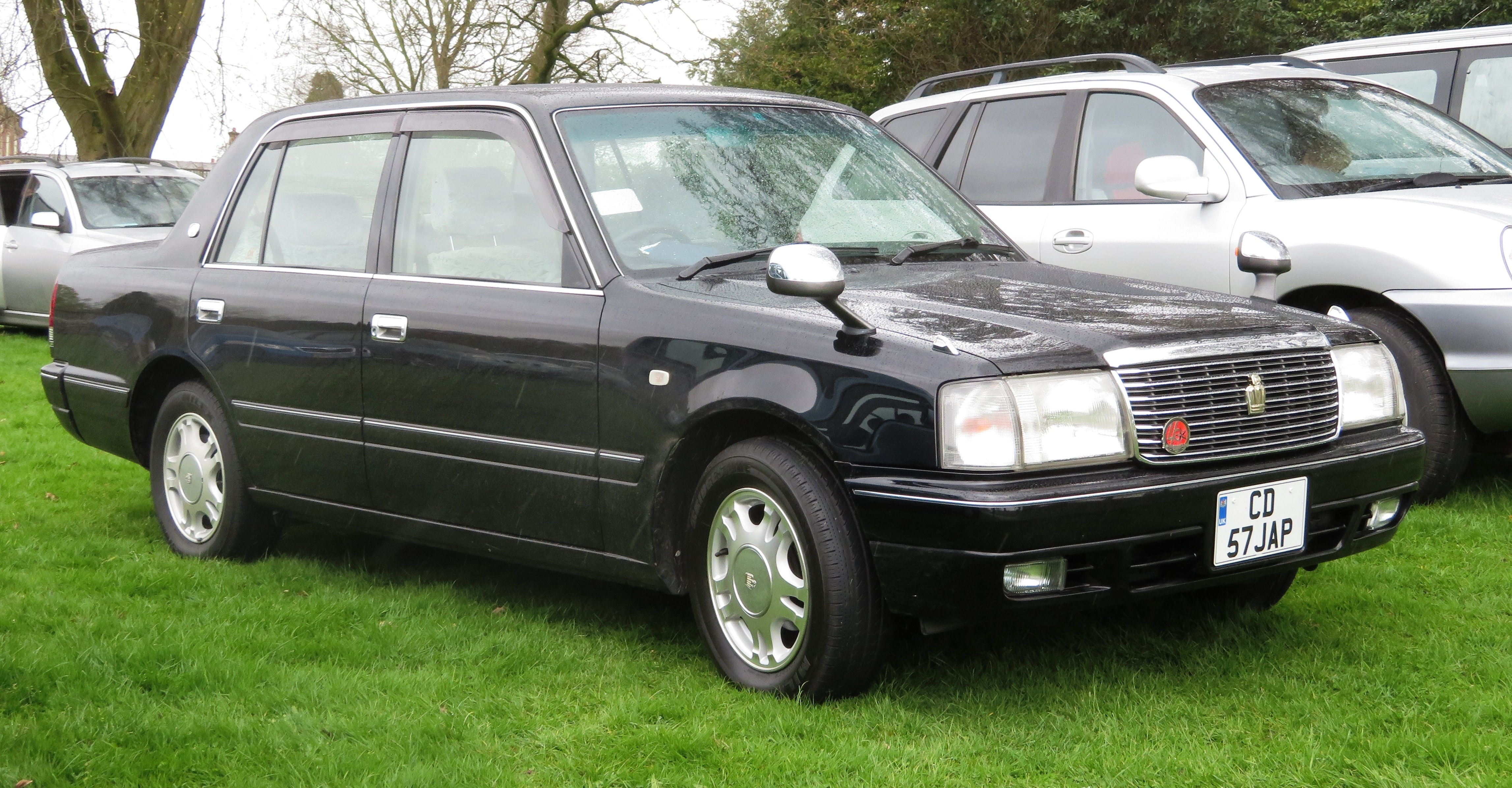
Toyota Crown Super Deluxe Mild Hybrid
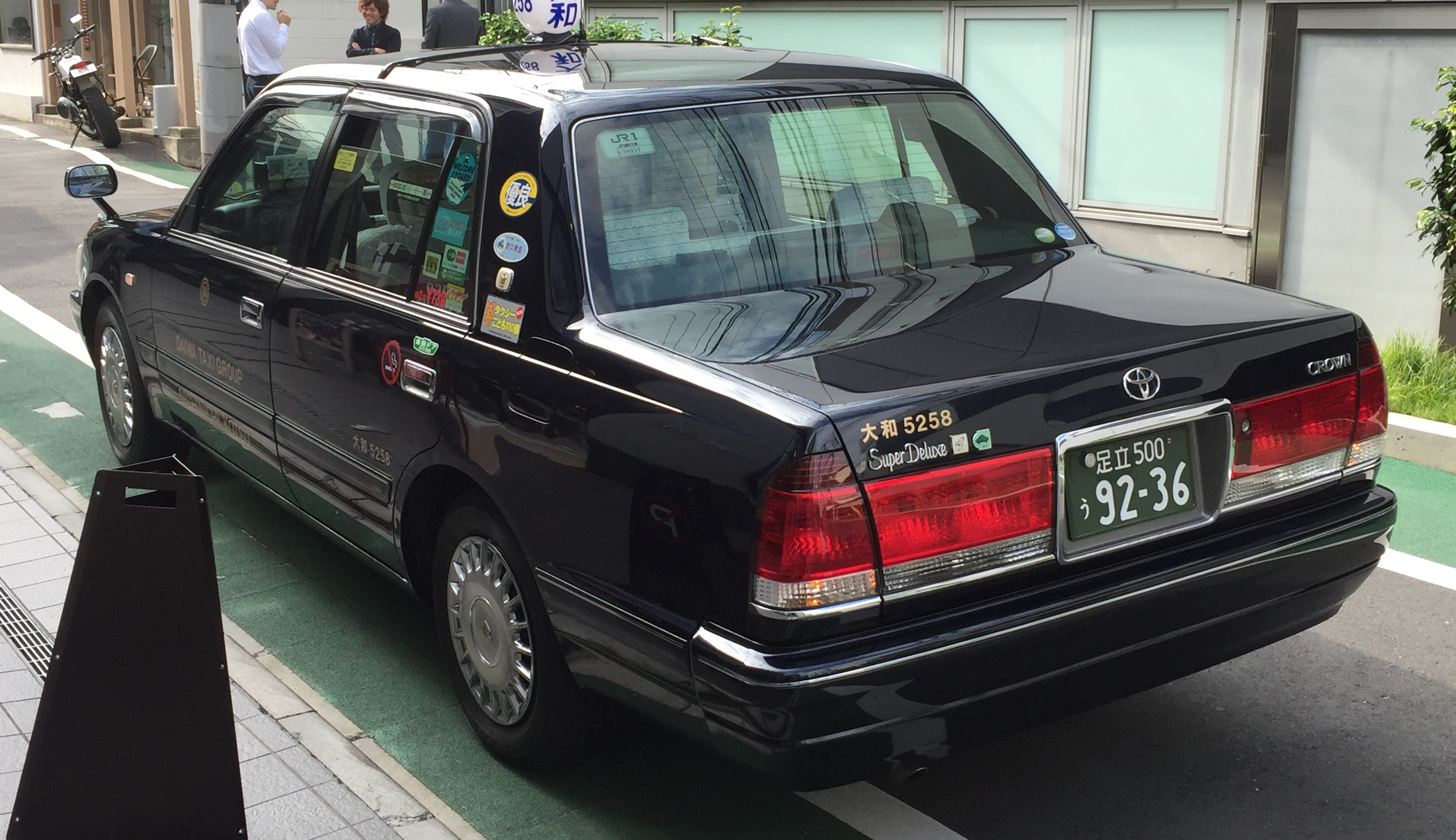
Вид сзади
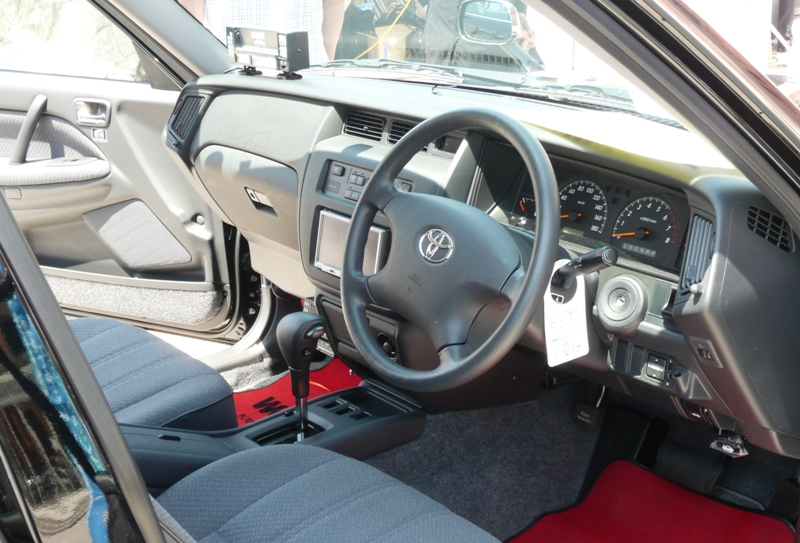
Интерьер Toyota Crown Sedan
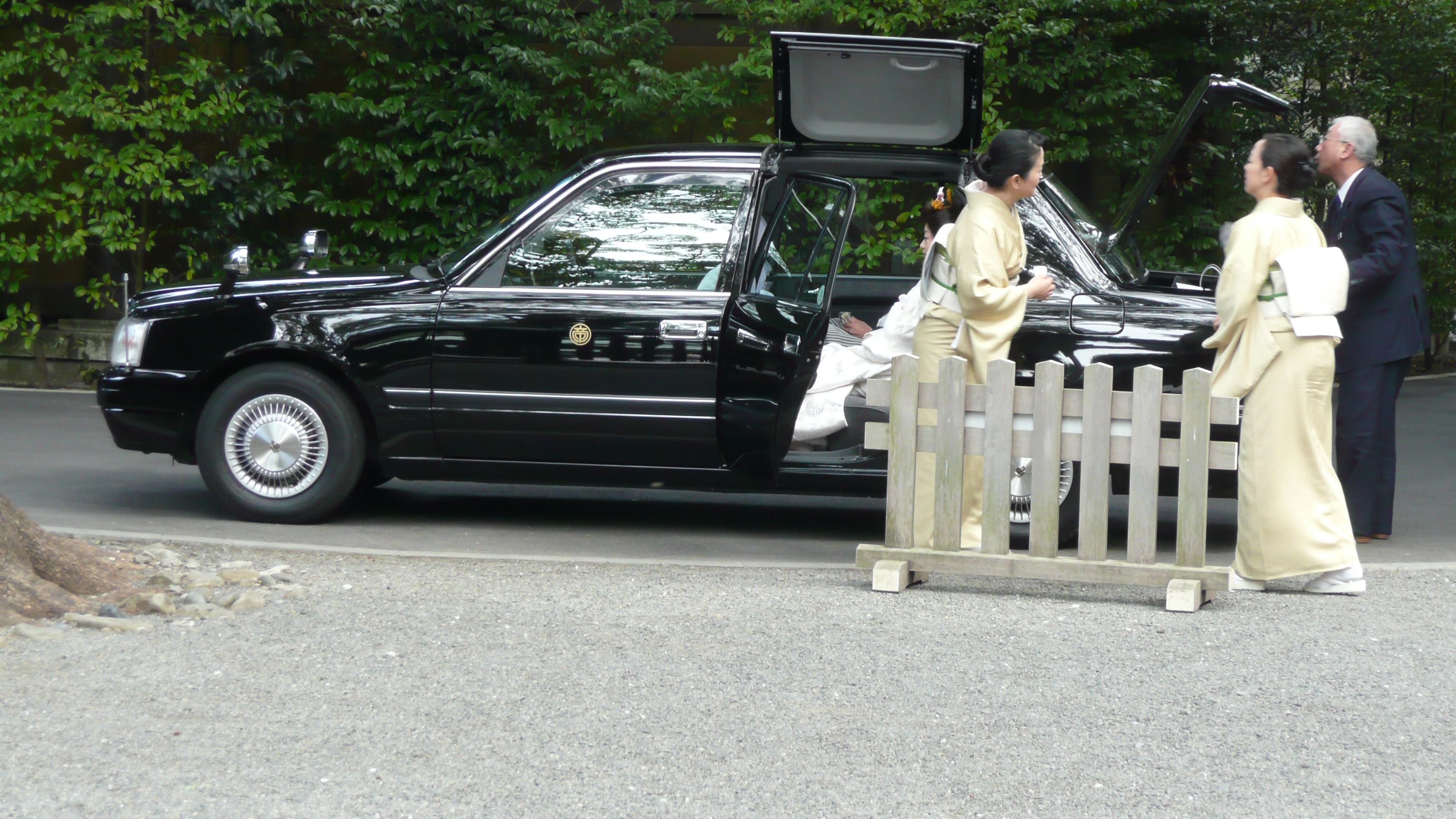
Crown Comfort с откидной крышей и панелью
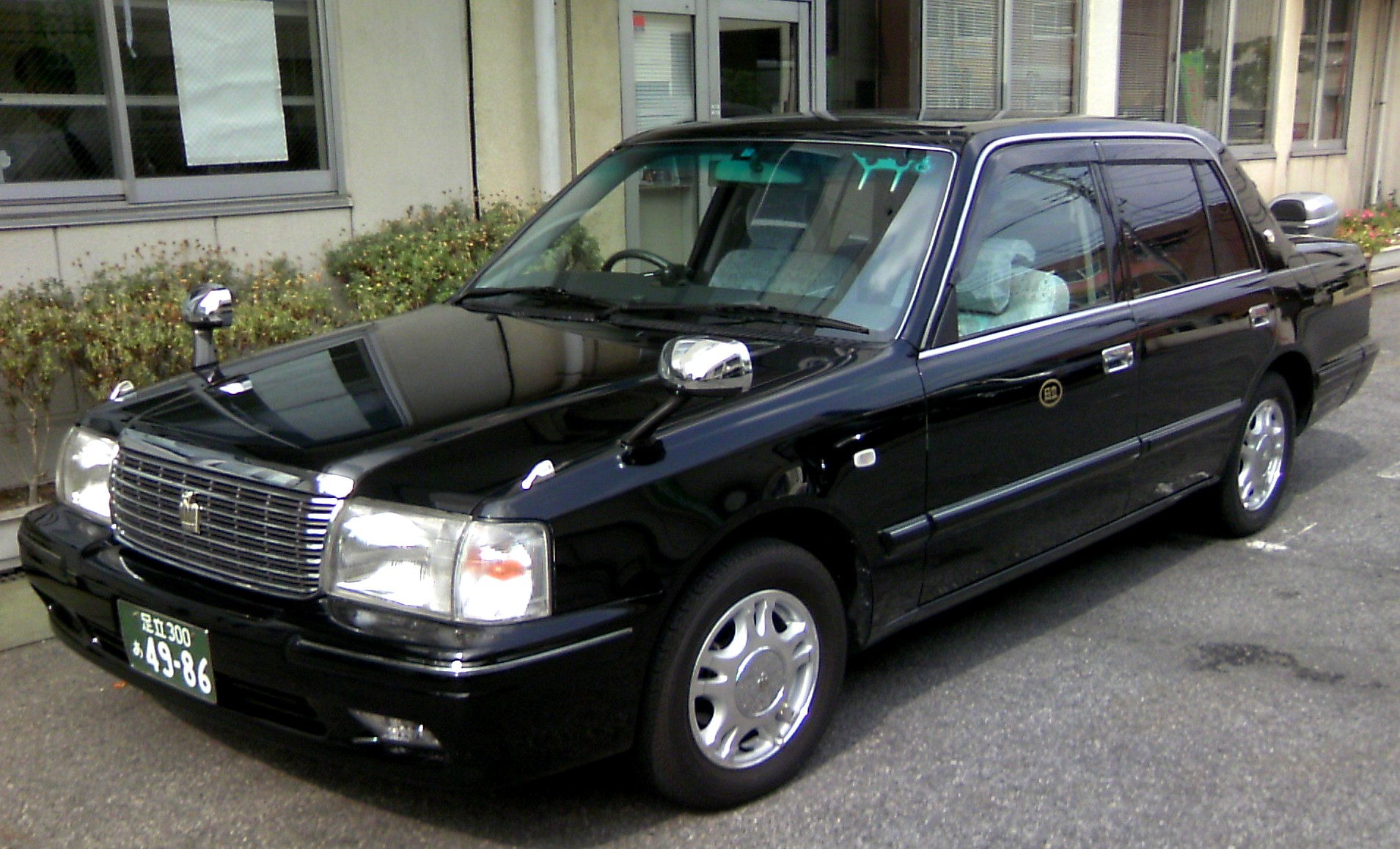
Crown Super Saloon
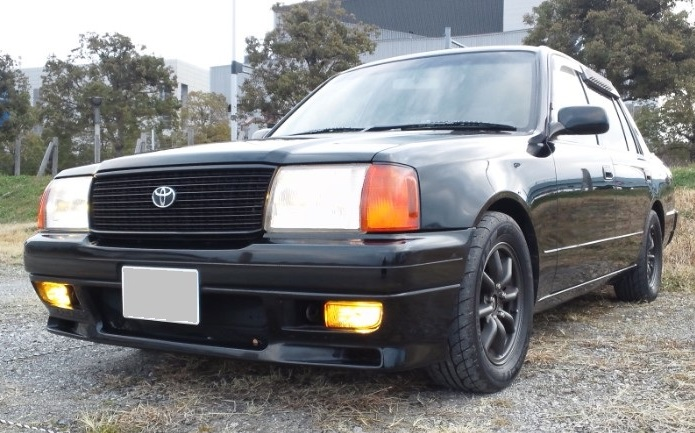
TRD Comfort GT-Z Supercharger
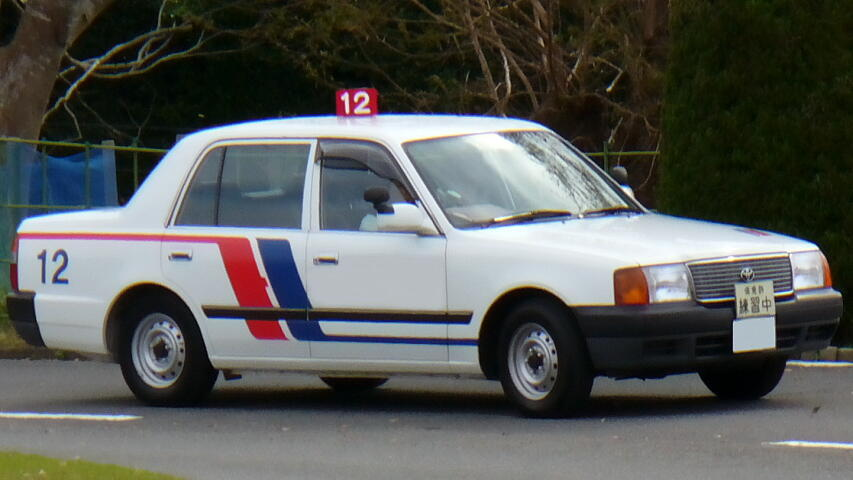
Учебный автомобиль
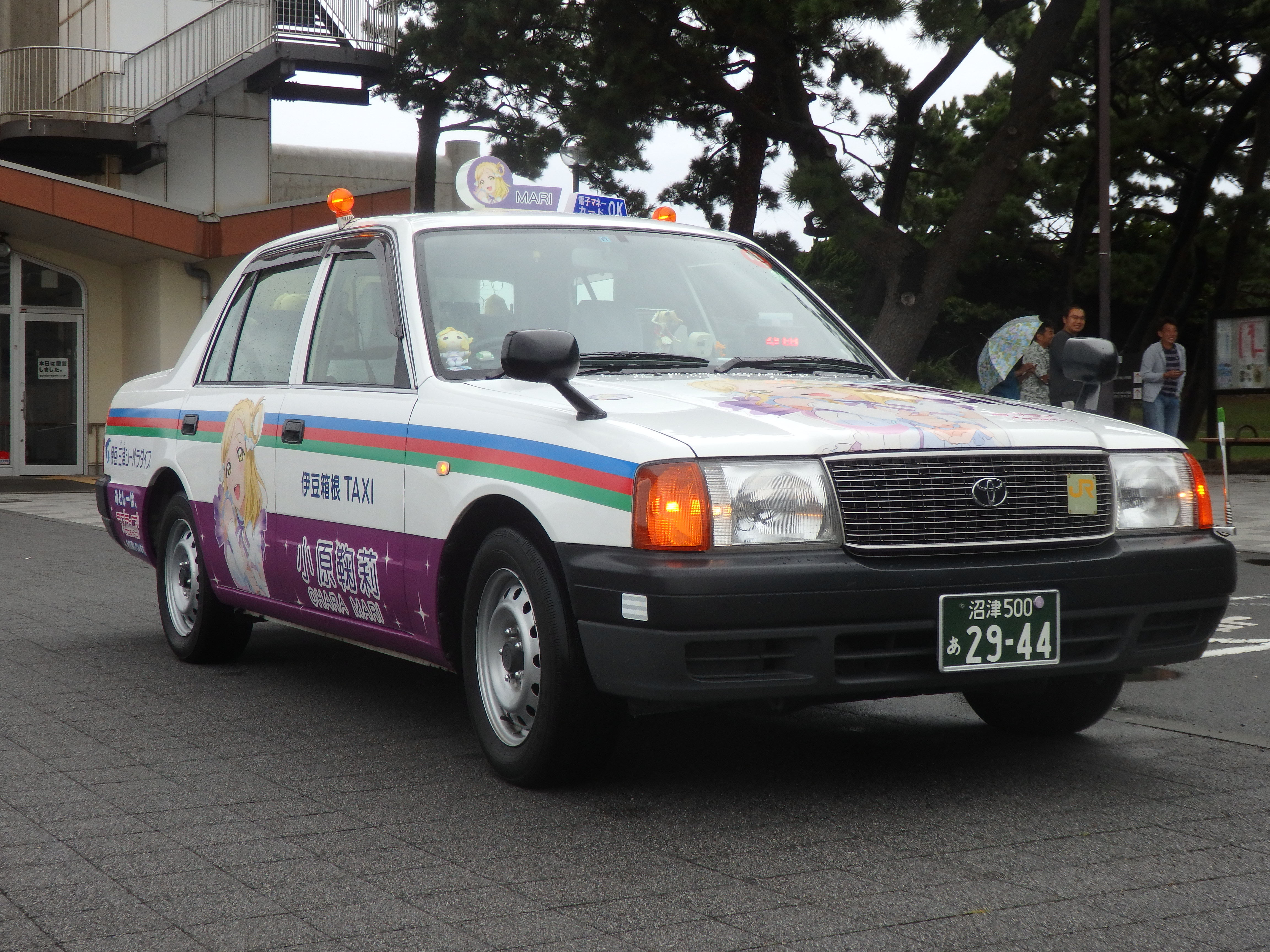
Такси в Японии
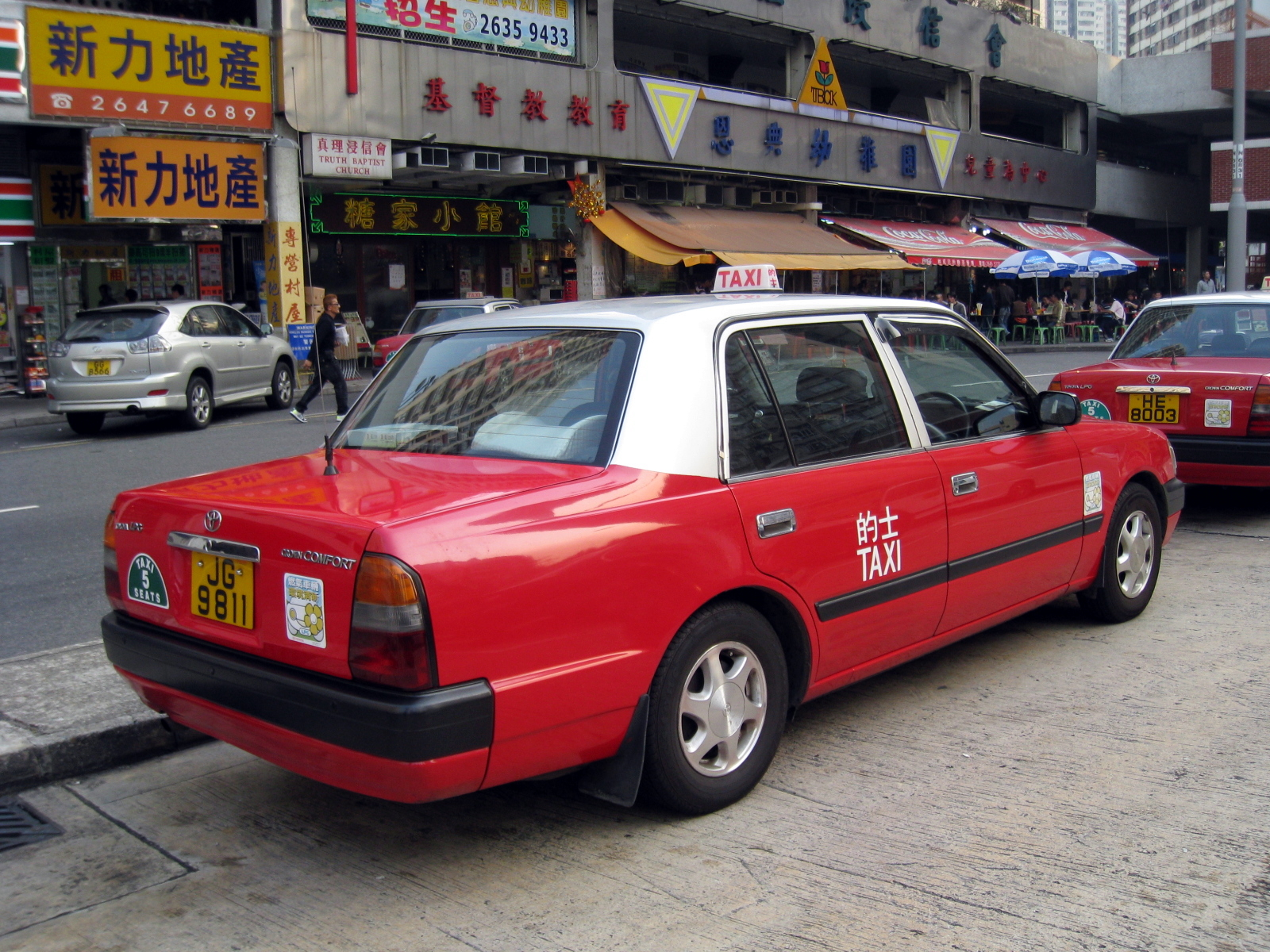
Toyota Crown Comfort в Гонконге
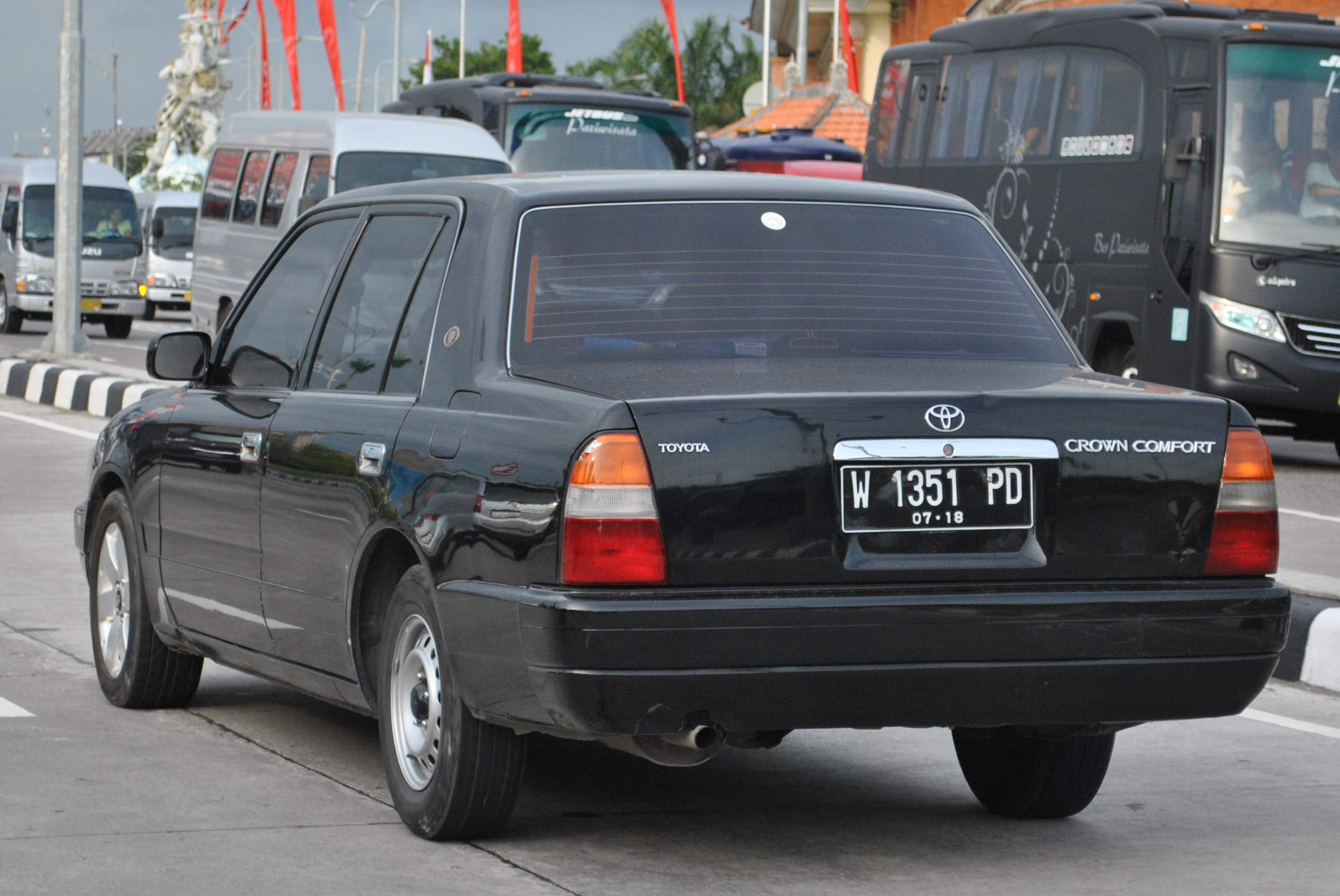
Toyota Crown Comfort в Индонезии
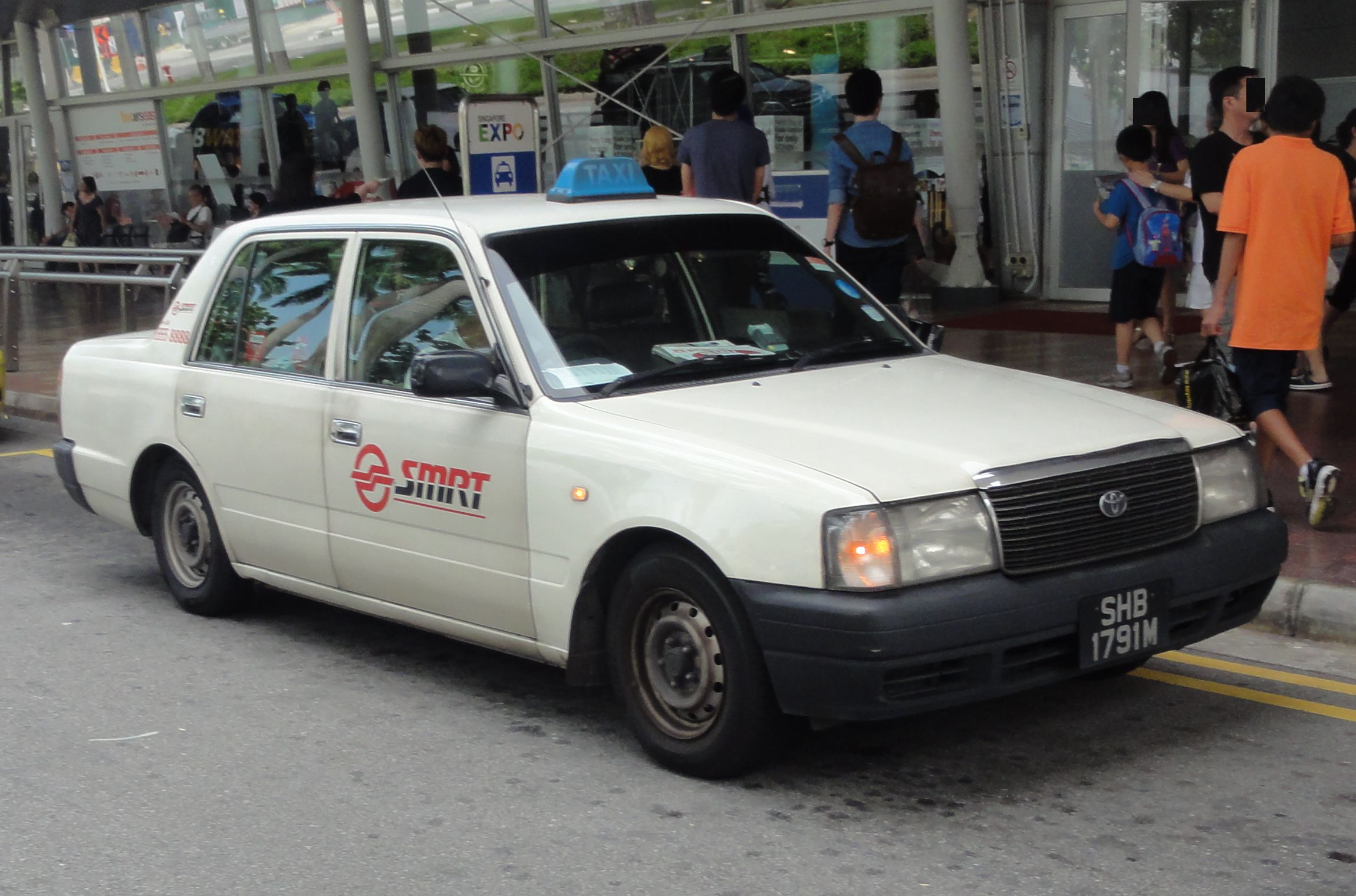
Toyota Crown Comfort в Сингапуре